# 水手4號

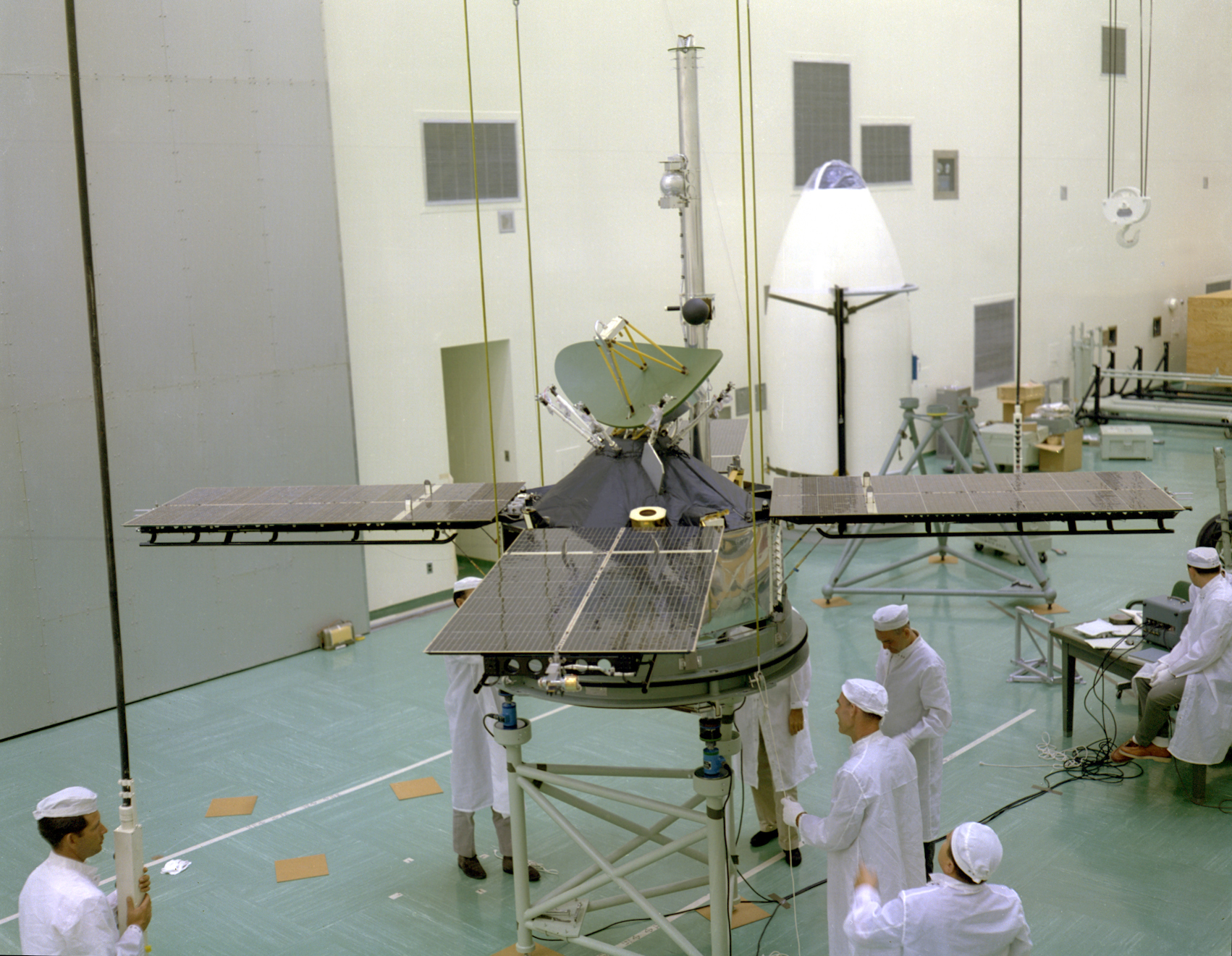
1963年水手4號測試中

水手4號（英語：Mariner 4）是一系列以飞越模式进行行星探索的航天器中的第四个，並且是第一個成功飛越火星的太空船。它回傳了第一張火星表面的照片，並且是第一張從地球以外另外一個行星上拍的照片。同時，這張充滿了隕石坑、死寂世界的照片，震驚了科學界。
水手4號的設計，為執行近距離火星科學觀測，並將結果傳回地球。其它的任務目標，包括在火星附近執行行星際的地表及粒子測量，並提供進行長途星際飛行的工程技術的經驗及知識。

## 太空船本體及子系統
水手4號太空船由八角形鎂合金結構組成，對角線長度1270公釐，高度457公釐。上面有四個長度為6.88公尺的太陽能面板，包括在期末端伸展的太陽壓力翼片。上方亦置有一直徑1168公釐的高增益碟形天線
拋物面天線)。一個低增益全向天線(omnidirectional antenna)置於高增益天線旁的一2235公釐高天線桿。太空船總高度為2.89公尺。太空船底部的中間有一個電視相機（television camera）置於掃描平台（scan platform）上。八角形框架裡容納了電子器材、纜線、中途推進系統（midcourse propulsion system）、及姿勢控制氣體供應調節器。大部份的科學儀器置於框架的外面。科學儀器，除了電視相機之外，還有磁力計、塵埃偵測器、宇宙射線望遠鏡、（trapped radiation detector）、太陽電漿偵測器（solar plasma probe）及離子室(蓋格計數器)。
電力由四個176 x 90公分的太陽能面板裡的28,224個太陽能電池提供，在火星上總共可提供310瓦電力。一個可充電的1200瓦小時的銀─鋅電池也可做操縱及備份用。單元推進劑聯氨用來推進，藉由裝於八角形結構的一邊上的1個4噴射翼片引導控制222牛頓馬達 。姿勢控制由置於太陽能板底部及3個迴轉儀的12個冷氨氣噴嘴提供。太陽輻射壓力翼片（ Solar pressure vanes）每片各有0.65平方公尺面積，附在太陽能板的尖端。位置資訊由四個太陽感應器、一個地球感應器、一個火星感應器及一個船底座α(老人星)感測器提供。
通訊裝備由一個雙S頻7瓦triode cavity amp/10 W TWTA 發射器及一個單接受器組成，可由低、高增益天線以8⅓ 或33⅓ 位元/秒速度傳送及接收資料。資料也可儲存於一個容量為5.24 MBits的磁帶記錄器（tape recorder），稍後再傳送。所有的動作由一個指令子系統控制，可處理任何29個direct command words或三個quantitative word commands，實施中途操縱功能。中央處理電腦及定序器（sequencer）操作已儲存的時間序列指令（time-sequence commands），以38.4kHz的同步頻率做為時間參考。溫度的控制藉由使用可調整的天窗、多層隔熱毯、鋁護罩及表面處理達成。

## 任務簡介
發射後，包覆水手4號的保護罩被拋棄。世界標準時間1964年11月28日 14:27:23，愛琴娜 D/水手 4從擎天神 D推進器分離。愛琴娜 D的第一次燃燒從14:28:14至14:30:38，將太空船推到了地球停泊軌道（Earth parking orbit），第二次燃燒從15:02:53至15:04:28，將太空船投入火星轉移軌道（Mars transfer orbit）。水手4號於15:07:09從Agena D分離並開始巡航模式運轉。15:15:00，太陽能板展開，掃描平台拉開，16分鐘之後獲捕太陽（Sun acquisition）。
在包括1964年12月5日的一次中途操縱（midcourse maneuver）在內的7.5個月航程後，太空船於1965年7月14日、7月15日飛越火星。7月14日15:41:49 UT啟動行星科學模式。相機序列從7月15日00:18:36 UT(7月14日美國東海岸時間下午7:18:49)交替以紅綠濾鏡取得21張照片及第22張照片的前21行。相片涵蓋了火星地表上斷續的長列，從接近40° N, 170° E到 35° S, 200° E，並且在50° S, 255° E橫越過日夜境界線，相當於這顆行星的1%表面。最接近火星表面的距離為9,846公里，當時為1965年7月15日01:00:57 UT (7月14日美國東海岸時間下午8:00:57)飛越期間取得的照片先儲存於太空船上的磁帶記錄器中。02:19:11 UT，水手4號通過火星背面，無線電訊息因而消失。訊號於03:13:04 UT太空船重新出現後，再次取得。再度啟動巡航模式。訊號再次取得後約8.5小時，磁帶中的照片開始傳回地球，並且一直持續至8月3日。所有的照片都傳送兩次以確保沒有資料遺失或損毀。
太空船成功地執行了所有規劃的活動，並且回傳了有用的資料從發射至1965年10月1日，當時距離地球309.2百萬公里而天線方向使訊號取得暫時停止。資料獲取（Data acquisition）從1967年後期回復。宇宙塵埃偵測器在9月15日的15分鐘內記錄了17次，這一場明顯的微隕石雨暫時地改變了太空船姿勢而且很有可能稍微損害了溫度防護罩。後來推測太空船曾近距離飛越（估計2000萬公里）了粉碎的彗星 D/Swift或它的殘骸。
12月7日，姿勢控制系統裡的氣體已經用完了，接下來12月10日及11日發生了83次有記錄的微隕石撞擊，造成高度擾動及訊號強度的降低。1967年12月21日，與水手4號失去連絡。

## 結果
任務中所有傳回的資料共計5.2 MBits。所有操作的實驗都成功，除了離子室/蓋格計數器在1965年2月壞掉以及電漿偵測器因電阻在1964年12月6日壞掉而效能降低。傳回的照片顯示類似月球的隕石坑地貌（在後來的任務中發現這在火星上並不是典型的，而只是存在於水手4號拍攝到的古老地區）　此次任務中估計表面大氣壓為4.1至7.0毫巴（410至700帕），白天氣溫攝氏-100度，沒有偵測到磁場。

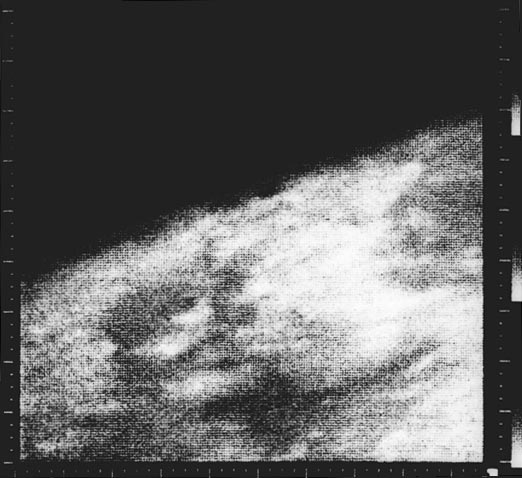
第一張近距離拍攝的火星照片，這張照片拍攝的面積約為330公里 x 1200公里。
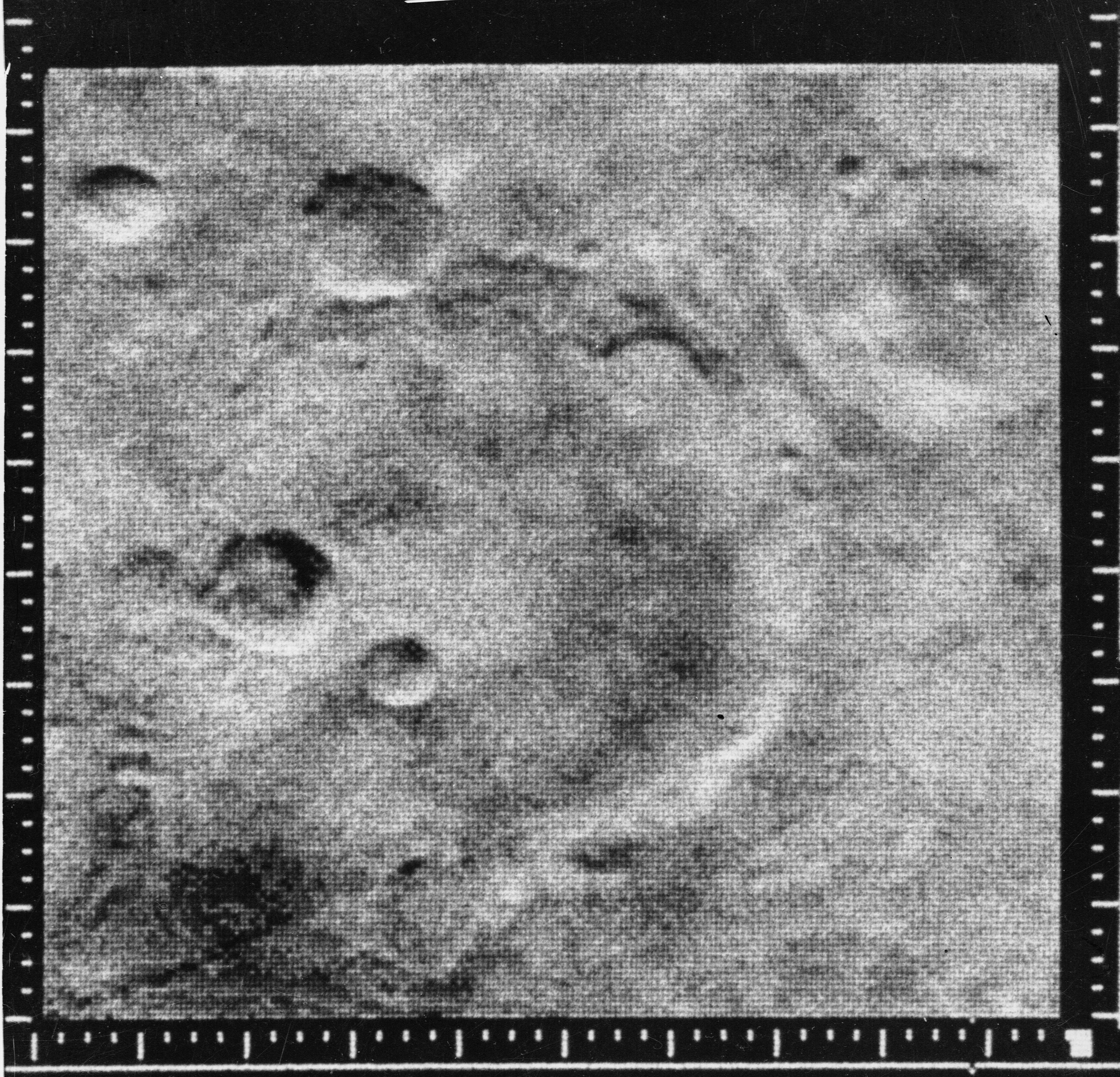
水手4號拍攝到最佳的照片，顯示出火星隕石坑。
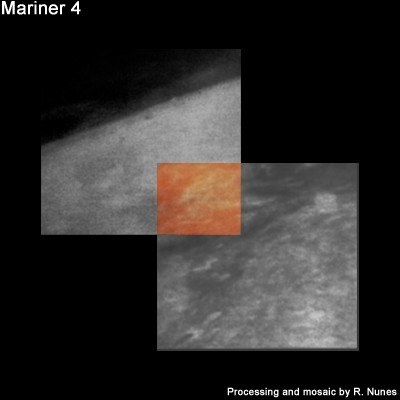
第一張與第二張照片的拼湊結果。可以看得出火星的大氣層。
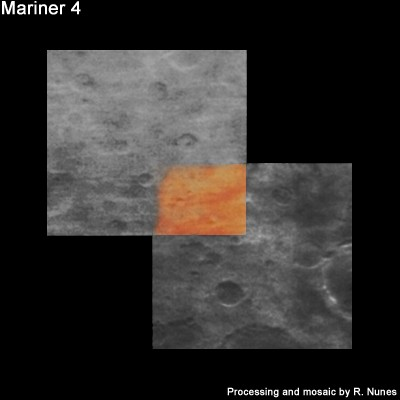
第九張與第十張照片的拼湊結果。
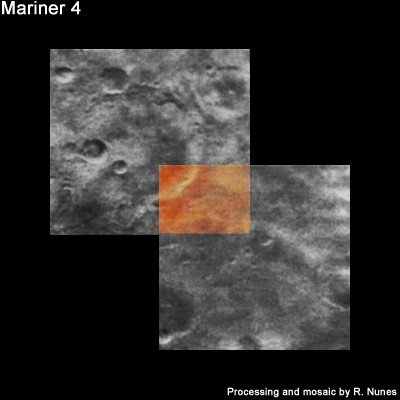
第十一張與第十二張照片的拼湊結果。

隕石坑與稀薄的大氣層顯示出一個暴露在嚴峻的太空中，相當不活躍的行星，使在火星上找尋智慧生物的希望基本上破滅。火星上的生命曾經是幾世紀以來科幻小說的主題，但在水手4號任務後，一般認為如果火星上有生命，它大概會以更小、更簡單的形式存在。
水手4號導致了科幻小說的改變，從原本描述有智慧的外星人居住在太陽系其它行星上，到後來改為描述他們居住在其它恆星系統的行星上。
水手4號總花費約為8230萬美元。整個水手號太空船系列（從水手1號至水手10號）的總研究、開發、發射及支援花費接近5億5400萬美元。

## 參閱
- 火星探測
- 水手6號
- 太空探索
- 非載人宇宙飛船
- 太陽系探測器列表

## 外部連結
- NASA-JPL Guide to Mariner 4
- To Mars- The Odyssey of Mariner IV - Jan 1965 (PDF) （页面存档备份，存于）
- Processed images and mosaics from the Mariner 4 mission to Mars